# Ribe (moulin)
La ribe est un moulin à meule verticale pour broyer le chanvre ou le lin, le plâtre et aussi certains fruits. On désigne aussi ce type de moulin sous les termes moulin à casserole ou moulin à cuvette. Il peut être constitué de plusieurs meules.
La ribe est constituée d’une meule dressée verticalement, donc utilisée sur son chant, qui tourne autour d’un mât vertical situé au centre de la partie dormante en pierre monolithique creusée d'une auge circulaire dans laquelle elle roule en écrasant le chanvre ou le lin. Le  mouvement de rotation est transmis au mât vertical par une série d’engrenages directement reliés à la roue à aubes du moulin. Les meules peuvent être de forme cylindrique, mais également conique.
Ce système permet de séparer la filasse des autres parties de la tige grâce au double mouvement de la meule broyeuse qui tourne sur elle-même tout en pivotant autour du mât. Les fibres sont ensuite filées puis tissées ou transformées en cordages. De plus, il s'ajoute au poids de la meule un effet d'écrasement supplémentaire par action d'un couple gyroscopique.